# Leucania majella
Leucania majella är en fjärilsart som beskrevs av Franz Dannehl 1929. Leucania majella ingår i släktet Leucania och familjen nattflyn. Inga underarter finns listade i Catalogue of Life.